# Singles 〜NORIKO BEST〜 III
『Singles 〜NORIKO BEST〜 III』（シングルス ノリコ ベスト スリー）は、酒井法子のベスト・アルバム。2000年4月5日発売。

## 解説
1990年の『Singles 〜NORIKO BEST〜』から始まるシリーズ第3弾。これまでの2作品とは違いシングルでないアルバム収録曲からも選曲されている。

## 収録曲
1. あなたが満ちてゆく
2. 笑顔が忘れられない
3. 誘われて・・・
4. OH OH OH〜We are the Winners〜
5. 碧いうさぎ
6. Here I am ～泣きたい時は泣けばいい～
7. 鏡のドレス
8. 涙色
9. 横顔
10. PURE
11. 恋人たちのカレンダー
作詞・作曲:竹内まりや、編曲:西脇辰弥
  - 11thアルバム『あなたが満ちてゆく』収録曲。サンミュージック時代の先輩であった岡田有希子が1985年に発売した曲のカバー。
12. あなたと見た空
作詞:とみたきょうこ、作曲:奥居香、編曲:土方隆行
  - 14thアルバム『スノーフレークス』収録曲。
13. 蝶々
  - シングル『涙色』カップリング曲。
14. おはようの風景
作詞・作曲:Le Couple、編曲:十川知司
  - 15thアルバム『work out fine』収録曲。
15. ミルク ティー
  - 15thアルバム『work out fine』収録曲。